# Fouligny
Fouligny (fràncic lorenès Fillingen) és un municipi francès situat al departament del Mosel·la i a la regió del Gran Est. L'any 2007 tenia 201 habitants.

## Demografia

### Població
El 2007 la població de fet de Fouligny era de 201 persones. Hi havia 74 famílies, de les quals 20 eren unipersonals (4 homes vivint sols i 16 dones vivint soles), 19 parelles sense fills, 31 parelles amb fills i 4 famílies monoparentals amb fills.
La població ha evolucionat segons el següent gràfic:
Habitants censats

### Habitatges
El 2007 hi havia 85 habitatges, 79 eren l'habitatge principal de la família i 7 estaven desocupats. 74 eren cases i 12 eren apartaments. Dels 79 habitatges principals, 61 estaven ocupats pels seus propietaris, 17 estaven llogats i ocupats pels llogaters i 1 estava cedit a títol gratuït; 1 tenia una cambra, 1 en tenia dues, 9 en tenien tres, 17 en tenien quatre i 52 en tenien cinc o més. 76 habitatges disposaven pel capbaix d'una plaça de pàrquing. A 34 habitatges hi havia un automòbil i a 41 n'hi havia dos o més.

### Piràmide de població
La piràmide de població per edats i sexe el 2009 era:
| Homes | Edats   | Dones |
| ----- | ------- | ----- |
| 0     | 95 o +  | 0     |
| 0     | 90 a 94 | 0     |
| 0     | 85 a 89 | 0     |
| 0     | 80 a 84 | 0     |
| 0     | 75 a 79 | 4     |
| 4     | 70 a 74 | 0     |
| 4     | 65 a 69 | 4     |
| 16    | 60 a 64 | 4     |
| 0     | 55 a 59 | 4     |
| 8     | 50 a 54 | 8     |
| 12    | 45 a 49 | 8     |
| 4     | 40 a 44 | 8     |
| 4     | 35 a 39 | 4     |
| 12    | 30 a 34 | 12    |
| 0     | 25 a 29 | 8     |
| 16    | 20 a 24 | 8     |
| 0     | 15 a 19 | 4     |
| 4     | 10 a 14 | 0     |
| 8     | 5 a 9   | 0     |
| 0     | 0 a 4   | 8     |

## Economia
El 2007 la població en edat de treballar era de 135 persones, 98 eren actives i 37 eren inactives. De les 98 persones actives 90 estaven ocupades (49 homes i 41 dones) i 8 estaven aturades (3 homes i 5 dones). De les 37 persones inactives 17 estaven jubilades, 9 estaven estudiant i 11 estaven classificades com a «altres inactius».

### Ingressos
El 2009 a Fouligny hi havia 77 unitats fiscals que integraven 194 persones, la mediana anual d'ingressos fiscals per persona era de 20.282 €.

### Activitats econòmiques
Dels 6 establiments que hi havia el 2007, 2 eren d'empreses alimentàries, 1 d'una empresa de fabricació d'altres productes industrials, 1 d'una empresa de serveis, 1 d'una entitat de l'administració pública i 1 d'una empresa classificada com a «altres activitats de serveis».
L'únic servei als particulars que hi havia el 2009 era una perruqueria.
L'únic establiment comercial que hi havia el 2009 era una fleca.
L'any 2000 a Fouligny hi havia 10 explotacions agrícoles que ocupaven un total de 618 hectàrees.

## Equipaments sanitaris i escolars
El 2009 hi havia una escola elemental integrada dins d'un grup escolar amb les comunes properes formant una escola dispersa.

## Poblacions més properes
El següent diagrama mostra les poblacions més properes.